# گرگ‌ومیش (مجموعه‌رمان)
گرگ و میش(به انگلیسی: Twilight) مجموعه‌ رمانی عاشقانه_تخیلی متشکل از چهار کتاب است که توسط نویسندهٔ آمریکایی استفانی میر نگاشته شده است. این سری دربارهٔ زندگی بلا سوان است که به فورکس، واشنگتن نقل مکان کرده و با یک خون‌آشام ۱۱۹ ساله به نام ادوارد کالن آشنا شده و عاشق ادوارد می‌شود. این داستان از نگاه بلا اسوان نوشته شده است. این کتاب‌ها به ترتیب عبارتند از گرگ و میش، ماه نو، خسوف و سپیده‌دم است. در طی این داستان و در جلد دوم و سوم و همین‌طور چهارم یک مثلث عشقی بین این دو شخصیت و گرگینهای به نام جیکوب بلک تشکیل می‌شود.

## شخصیت‌ها
شخصیت‌های زیر در داستان نقش دارند:

### خانواده سوان
- بلا سوان: شخصیت اصلی داستان که یک دختر هفده‌ساله (در کتاب اول) است.
- چارلی سوان: پدر بلا
- رنی دویر: مادر بلا

### خانواده کالن
- ادوارد کالن: یک خون‌آشام 119 ساله (در کتاب اول) که عاشق بلا می‌شود

(در واقع اونها هیچ نسبت خانوادگی ندارند اما چون جز یک خانواده هستند نقش خواهر و برادر همدیگر را ایفا میکنند)
- کارلایل کالن: پدر ادوارد
- ازمه کالن: مادر ادوارد
- امت کالن: برادر ادوارد
- آلیس کالن: خواهر ادوارد
- رزالی هیل: خواهر ادوارد
- جاسپر هیل: برادر ادوارد

(آلیس کالن و جاسپر هیل دوست هستند.)
(رزالی هیل و امت کالن دوست هستند.)

### خانواده بلک
- جیکوب بلک: یک گرگینه
- بیلی بلک: پدر جیکوب
- سارا بلک: مادر جیکوب
- ریچل و ربکا بلک: خواهران بزرگتر و دوقلوی جیکوب

### وولتوریها
- آرو
- مارکوس
- کایوس
- جین

## خلاصه داستان

### گرگ و میش
داستان از آنجایی شروع می‌شود که بلا اسوان از خانه مادرش که به یک شهر دیگر به نام فورکس مهاجرت می‌کند تا پیش پدرش زندگی کند زیرا مادرش با شخص دیگری ازدواج کرده‌است. در مدرسه با خانواده کالن‌ها آشنا می‌شود و در موقعیتی ادوارد زندگی وی را نجات می‌دهد به‌طوری که به سرعت می‌دود یک ماشین را به عقب هل می‌دهد (کاری که از یک انسان معمولی برنمی‌آید) وی به این موضوع مشکوک شده و پس از بررسی فراوان متوجه می‌شود که این خانواده خون‌آشام هستند و با توجه به اینکه وی خون‌آشام است عاشق وی می‌شود. اما خون‌آشام دیگری به نام جیمز (که همراه ویکتوریا و لورنت) سفر می‌کند قصد جان بلا را می‌کند و در نهایت با مداخله خانواده کالن‌ها جیمز کشته می‌شود.

### ماه نو
این داستان با تولد هجده سالگی بلا شروع می‌شود و در جشن تولدش دستش زخمی می‌شود و با دیدن خون بلا جاسپر کنترل خود را از دست می‌دهد و تلاش می‌کند تا بلا را بکشد که با تلاش ادوارد ناموفق می‌ماند. فردای آن روز برای جلوگیری از اتفاق‌های بدتر خانواده کالن‌ها از آن منطقه می‌روند و در پی آن بلا دچار افسردگی می‌گردد اما بعد از مدتی با جیکوب آشنا شده یواش‌یواش به هم علاقه‌مند می‌شوند تا اینکه متوجه می‌شود جیکوب تبدیل به یک گرگینه شده‌است و هدف این گرگینه‌ها کشتن خون‌آشام‌هایی است که قصد جان مردم را دارند و این گرینه‌ها برای کشتن ویکتوریا به راه می‌افتند و از آن طرف هم بلا خود را از یک صخره به درون دریا پرتاب می‌کند اما با تلاش جیکوب زنده می‌ماند و از طرفی متوجه می‌شود که هنگامی که در نزدیکی مرگ بوده آلیس با نمای دور خود فکر کرده که بلا مرده است و پس از آن ادوارد برای خودکشی به سمت خانواده ولتری می‌رود و آلیس بلا را زنده پیدا کرده و با هم به سمت ایتالیا می‌روند تا وی را از این کار منصرف کنند که در انتها هم موفق می‌شوند ولی خانواده ولتری‌ها از آن‌ها می‌خواهند تا بلا را تبدیل به خون‌آشام کنند و آن‌ها به فورکس باز می‌گردند.

### خسوف
در طی این داستان که ادامه داستان قبلی است جیکوب به علت اینکه بلا ادوارد را به وی ترجیح داده ناراحت است اما ویکتوریا در سیاتل، واشینگتن در تلاش است تا یک ارتش خون‌آشامی راه بیندازد تا انتقام جیمز را بگیرد.در همین مدت هم ادوارد از بلا به‌طور غیر رسمی خواستگاری می‌کند و مدتی بعد جیکوب با فهمیدن این موضوع محافظت از آن‌ها را در مقابل لشکر خون‌آشام‌ها رها می‌کند و از طرفی هم ویکتوریا مکان بلا و ادوارد که مخفی شده بودند پیدا می‌کند ولی لشکر آن‌ها با خانواده کالن‌ها و گرگینه‌ها روبه‌رو می‌شوند و شکست می‌خورند و ویکتوریا هم به دست ادوارد کشته می‌شود.

### سپیده دم
در ابتدای این کتاب ادوارد و بلا به شرط تغییر بلا به یک خون‌آشام ازدواج می‌کنند و به ماه عسل می‌روند. در ماه عسل خود متوجه می‌شوند که بلا باردار است احتمال بچه دار شدن یک خون‌آشام و یک انسان بسیار کم بوده برای همین همه شک می‌کنند اما آلیس خواهر ادوارد بچه دار شدن آن‌ها را پیش‌بینی می‌کند. پس از بازگشت و به دنیا آمدن بچهٔ بلا که رنسمی نام می‌گیرد بلا تبدیل به خون‌آشام می‌شود و جیکوب نقش پذیر کودک نیمه انسان - نیمه خون‌آشام ادوارد و بلا می‌شود، پس از مدتی آلیس خواهر ادوارد متوجه می‌شود که لشکر ولتری‌ها برای جنگ به دلیل خطر رنسمی (که فکر می‌کنند یک کودک خون‌آشام است و رشد نمی‌کند و بسیار خطرناک است) در راه آنجاست. آن‌ها با خون‌آشام‌های دیگر برای دفاع و شهادت بر نیمه انسان بودن رنسمی تماس برقرار می‌کنند، و بلا از طریق آن‌ها متوجه می‌شود که می‌تواند یک سپر دفاعی بسازد و علاوه بر خودش افراد دیگری را نیز نسبت به قدرت‌های وارد به ذهن خون‌آشام‌ها مصون کند. ولتری‌ها (که توسط ایرینا یکی از اعضای خانوادهٔ دنالی از وجود رنسمی باخبر شدند) به آنجا می‌رسند و قصد جنگ با کالن‌ها و دیگر خون‌آشام‌های همراهشان را دارند، آن‌ها تظاهر به مشورت با یکدیگر می‌کنند تا کالن‌ها و دیگر خون‌آشام‌ها را از نظر ذهنی فلج کنند، اما به دلیل سپر حفاظتی بلا موفق نمی‌شوند و از آنجا می‌روند.